# Hartmut Michel
Hartmut Michel (n. 18 iulie 1948, Ludwigsburg, Bizone⁠(d), Germania) este un biochimist german, laureat al Premiului Nobel pentru chimie (1988).